# Jurij Prochorov
Jurij Vadimovič Prochorov (in russo Ю́рий Вадимович Прохоров?; traslitterazione anglosassone Iurii Vadimovich Prokhorov; Dmitrov, 11 novembre 1991) è uno slittinista russo, campione mondiale nella gara a squadre a Winterberg 2019.

## Biografia
Ha iniziato a gareggiare per la nazionale russa nelle varie categorie giovanili nella specialità del doppio in coppia con Denis Grošev, con il quale ha condiviso tutti i suoi risultati anche nella categoria superiore fino alla conclusione della stagione 2012/13, ottenendo un nono posto ai mondiali juniores di Nagano 2009.

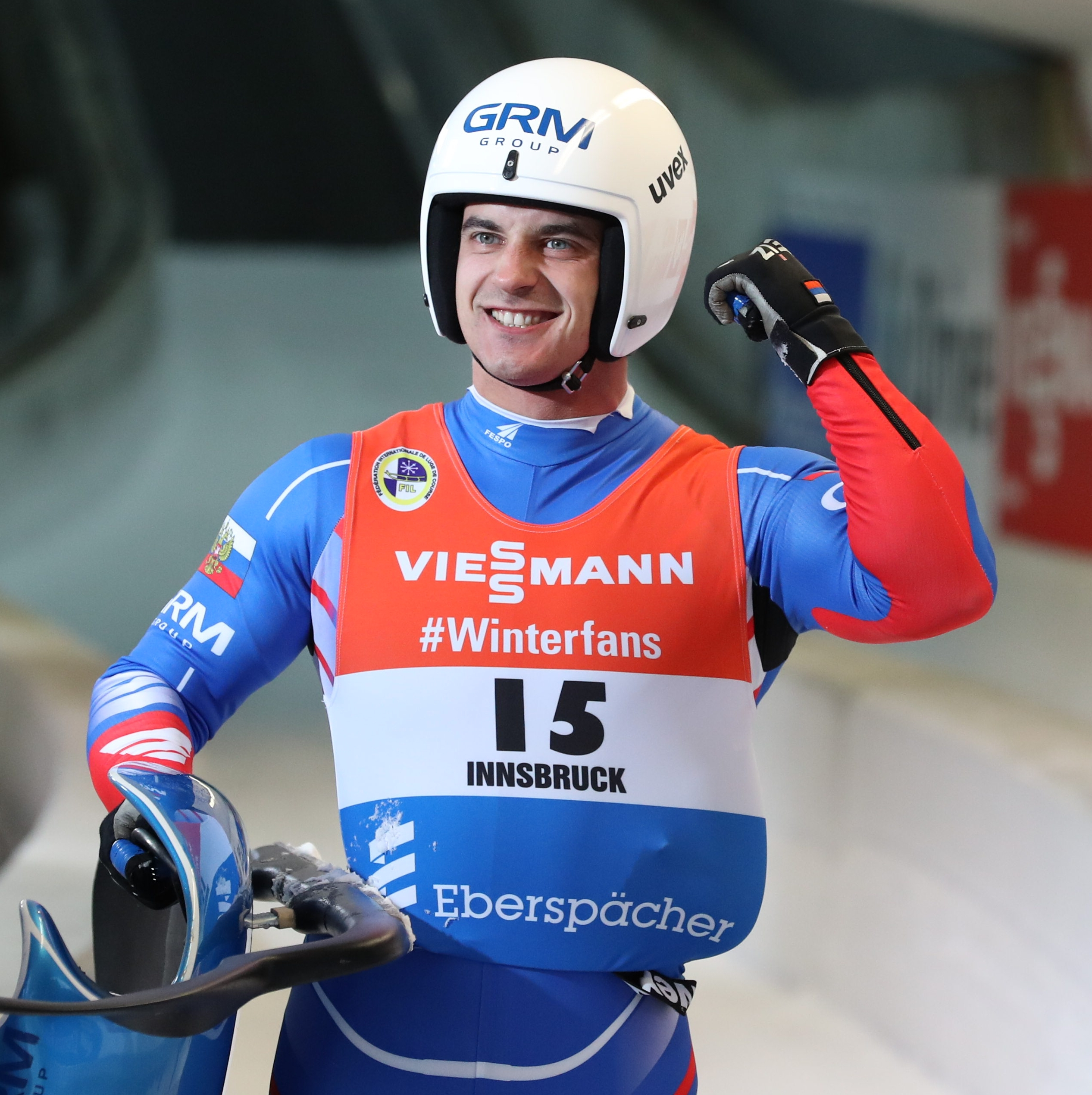
Prochorov a Innsbruck nel 2018

A livello assoluto ha esordito in Coppa del Mondo nella stagione 2010/11, il 17 novembre 2010 ad Igls dove giunse 14º, e dall'edizione 2015/16, dopo aver concluso il suo sodalizio con Grošev, ha gareggiato in coppia con Vladislav Južakov col quale ha conquistato il primo podio nonché la sua prima vittoria nella gara a squadre il 15 gennaio 2017 a Sigulda; ottenne invece il primo podio nel doppio il 24 novembre 2018 a Innsbruck (3º), giungendo poi secondo nella gara sprint del giorno successivo. In classifica generale come miglior risultato si è piazzato al quinto posto nella specialità biposto nel 2018/19. Dalla stagione 2021/22 ha iniziato a gareggiare con Andrej Bogdanov.

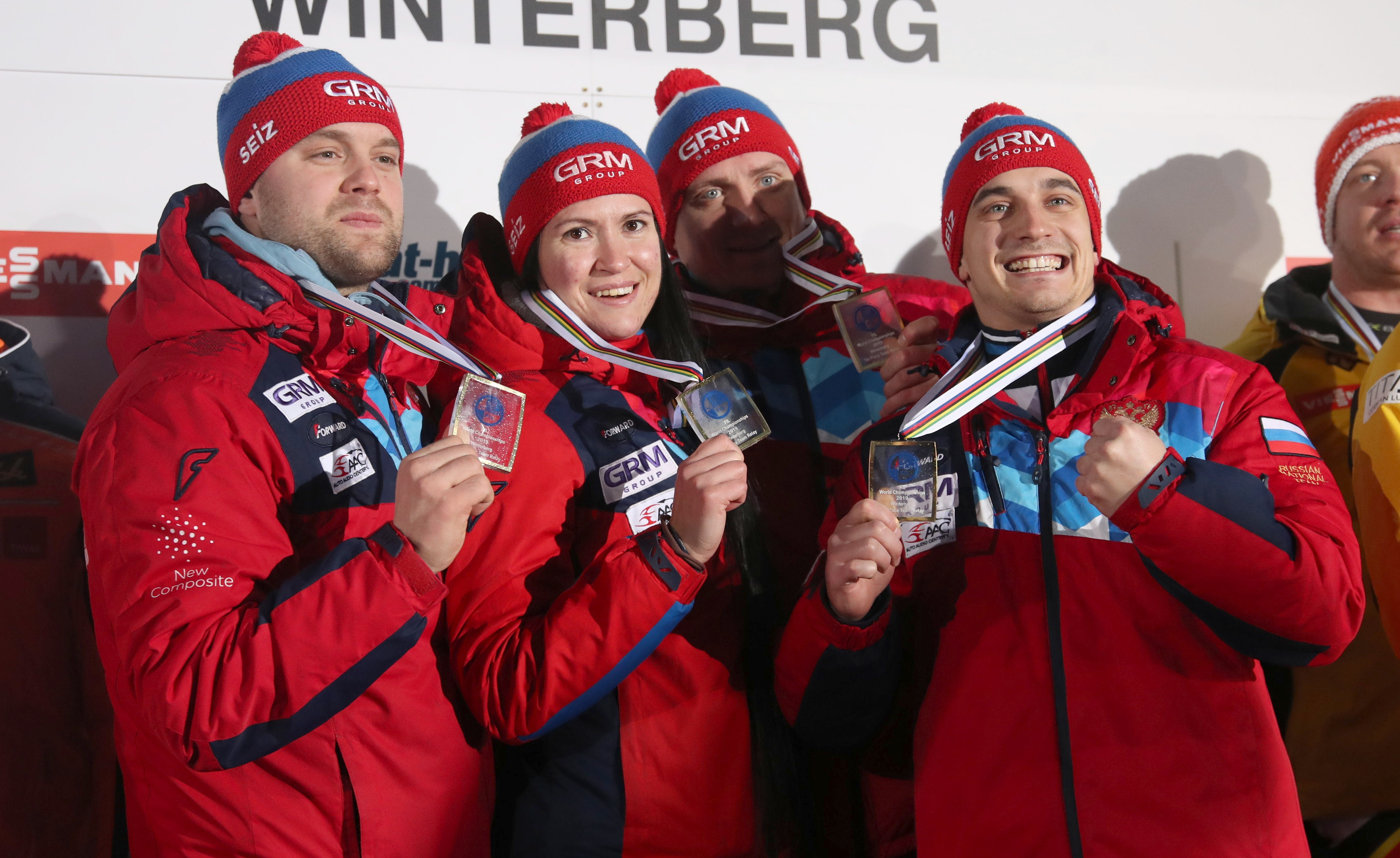
Prochorov (a destra) con al collo la medaglia d'oro mondiale vinta nella staffetta a Winterberg 2019

Ha preso parte a quattro edizioni dei campionati mondiali conquistando una medaglia d'oro. Nel dettaglio i suoi risultati nelle prove iridate sono stati, nel doppio: dodicesimo a Schönau am Königssee 2016, settimo a Igls 2017, settimo a Winterberg 2019 e sesto a Soči 2020; nel doppio sprint: tredicesimo a Schönau am Königssee 2016, squalificato a Igls 2017, undicesimo a Winterberg 2019 e sesto a Soči 2020; nelle prove a squadre: medaglia d'oro a Winterberg 2019.
Nelle rassegne continentali ha vinto la medaglia di bronzo nel doppio a Lillehammer 2020.

## Palmarès

### Mondiali
- 1 medaglia:
  - 1 oro (gara a squadre a Winterberg 2019).

### Europei
- 2 medaglie:
  - 2 bronzi (doppio a Lillehammer 2020; gara a squadre a Sankt Moritz 2022).

### Coppa del Mondo
- Miglior piazzamento in classifica generale nel doppio: 5° nel 2018/19 e nel 2021/22.
- 11 podi (4 nel doppio, 1 nel doppio sprint, 6 nelle gare a squadre):
  - 3 vittorie (1 nel doppio, 2 nelle gare a squadre);
  - 3 secondi posti (1 nel doppio, 1 nel doppio sprint, 1 nelle gare a squadre);
  - 5 terzi posti (2 nel doppio, 3 nelle gare a squadre).

#### Coppa del Mondo - vittorie
| Data             | Luogo   | Paese    | Disciplina                                                                |
| ---------------- | ------- | -------- | ------------------------------------------------------------------------- |
| 15 gennaio 2017  | Sigulda | Lettonia | Gara a squadre con Tat'jana Ivanova, Semën Pavličenko e Vladislav Južakov |
| 28 novembre 2021 | Soči    | Russia   | Gara a squadre con Viktorija Demčenko, Semën Pavličenko e Andrej Bogdanov |
| 4 dicembre 2021  | Soči    | Russia   | Doppio con Andrej Bogdanov                                                |